# 173P/Мюллера
Комета Мюллера 5 (173P/Mueller) — короткопериодическая комета из семейства Юпитера, которая впервые была обнаружена 20 ноября 1993 года американским астрономом Джин Мюллер с помощью 1,22-метрового телескопа Шмидта Паломарской обсерватории. Она была описана как диффузный объект 17,5 m звёздной величины. Окончательно подтвердить наличие кометной активности удалось несколько дней спустя, 12 апреля. Комета обладает довольно коротким периодом обращения вокруг Солнца — чуть менее 13,6 года.

Орбита кометы Мюллера 5 и её положение в Солнечной системе

## История наблюдений
Первая параболическая орбита была рассчитана 26 ноября британским астрономом Брайаном Марсденом на основе 11 позиций, полученных в период с 21 по 25 декабря и указывала на дату прохождения перигелия 29 декабря 1994 года. К 11 декабря, на основании 15 позиций, полученных в период с 20 ноября по 10 декабря, Марсденом была рассчитана эллиптическая орбита, согласно которой, комета должна была пройти перигелий 12 сентября 1994 года и иметь период обращения 13,78 года.
В 2008 году комета была обнаружена на более ранних снимках от 25 сентября 1992 года, на которых она была идентифицирована как астероид с временным обозначением 1992 YF5. Оказалось, что до прохождения перигелия в 1994 году, комета сохраняла яркость на уровне 17,0 — 18,0 m звёздных величин в течение примерно двух лет, достигнув максимальной яркости в 16,5-16,8 m в начале января. Однако после прохождения перигелия её яркость начала быстро падать, так что 1 февраля 1995 года её магнитуда упала до значения 21,6 m и больше в тот год её не видели.
В следующий раз её наблюдали только 10 лет спустя, — 7 октября 2005 года, когда она была восстановлена американским астрономом Эриком Кристенсеном с помощью 1,5-метрового телескопа обсерватории Маунт-Леммон. Комета была описана как диффузный объект 18,0 m звёздной величины с диаметром комы 8 " угловых секунд и коротким изогнутым хвостом длинною 20 " угловых секунд. При этом пика яркости в 16,0 — 17,0 m комета достигла уже осенью 2007, то есть за полгода до прохождения перигелия. После чего её яркость начала быстро снижаться. Такая же асимметричная к перигелию кривая яркости имела место и в 1994 году.

## Сближения с планетами
В течение XX века комета лишь однажды подходила к Юпитеру ближе, чем на 1 а. е.:
- 0,98 а. е. от Юпитера 17 октября 1966 года.